# Cantó de Montalban-6
El cantó de Montalban-6 és un cantó francès del departament de Tarn i Garona, situat al districte de Montalban. Està format per una part del municipi de Montalban.

## Història
| Data d'elecció                           | Identitat         | Partit        | Qualitat |
| ---------------------------------------- | ----------------- | ------------- | -------- |
| 1919-1945                                | Achille Cavaillès | Divers droite |          |
| 1982-1988                                | Jean Calas        | Divers droite |          |
| 1985-1992                                | François Delga    | UDF           |          |
| 1992-2004                                | Adrien de Santi   | RPR           |          |
| 2004-                                    | Claude Mouchard   | PS            |          |
| les dades anteriors no són pas conegudes |                   |               |          |
|                                          |                   |               |          |